# Східний військовий округ (РФ)
Східний військовий округ — одна з чотирьох військово-адміністративних одиниць Збройних Сил РФ на Далекому Сході. Штаб знаходиться у Хабаровську. Сформований за військовою реформою 2008-10 років з Далекосхідного військового округу, Тихоокеанського флоту й 3-го командування ВПС та ППО.
Командувачу військами СВО підпорядковані всі дислоковані на території округу формування видів і родів військ ЗС Росії, за винятком ракетних військ стратегічного призначення і Космічних військ. В його оперативному підпорядкуванні знаходяться формування Внутрішніх військ МВС, Прикордонної служби ФСБ, а також частини МНС та інших міністерств і відомств Росії, які виконують завдання на території округу. Площа округу становить близько 7 млн км².
Східний військовий округ знаходиться у Далекосхідному й частково Сибірському федеральних округах. Включає наступні суб'єкти федерації: Республіка Бурятія, Республіка Саха (Якутія), Забайкальський, Камчатський, Приморський, Хабаровський краї, Амурська, Магаданська, Сахалінська області, Єврейська автономна область, Чукотський автономний округ.

## Підрозділи

### Сухопутні війська/Повітрянодесантні війська/Морська піхота
- Підрозділи окружного підпорядкування:
  - 104-та Клузька бригада управління (Хабаровськ)
  - 106-та бригада зв'язку (територіальна) (Дальньоріченськ, Приморський край)
  - 14-та окрема гвардійська інженерна Барановицька Червонопрапорна, ордена Червоної Зірки бригада (Роздольне, Приморський край)
  - 17-та окрема бригада радіоелектронної боротьби (Матвіївка, Хабаровський край)
  - 7-ма окрема залізнична ордена Трудового Червоного Прапора бригада (Комсомольськ-на-Амурі)
  - 50-та окрема залізнична бригада (Свободний, Амурська область)
  - 118-та окрема понтонно-мостовий залізничний батальйон (Хабаровськ)
  - 392-й окружній навчальний Тихоокеанський Червонопрапорний, ордена Кутузова центр підготовки молодших спеціалістів (мотострілецьких військ) (Хабаровськ)
  - 212-й гвардійський окружний навчальний Віденський орденів Леніна і Кутузова центр підготовки молодших спеціалістів (танкових військ) імені генерал-лейтенанта І. Н. Руссіянова (Чита)
- 5-та загальновійськова Червонопрапорна армія (Уссурійськ, Приморський край):
  - 127-ма мотострілецька Червонопрапорна, ордена Кутузова дивізія (Сергіївка)
    - 114-й гвардійський мотострілецький Духовщинсько-Хінганський ордена Жовтневої Революції, Червонопрапорний, ордена Суворова полк (Уссурійськ)

  - 57-ма окрема гвардійська мотострілецька Красноградська Червонопрапорна, ордена Суворова бригада (Бікін, Хабаровський край)
  - 60-та окрема мотострілецька Червонопрапорна бригада (Сибирцево)
  - 237-ма база зберігання та ремонту військової техніки (Бікін, Хабаровський край, 89 омсбр)
  - 245-та база зберігання та ремонту військової техніки (Лісозаводськ, 93 омсбр)
  - 247-ма Червонопрапорна база зберігання та ремонту військової техніки (Монастирище-2, 94 омсбр)
  - 20-та гвардійська ракетна Берлінська двічі Червонопрапорна бригада (Спаськ-Дальній)
  - 338-ма гвардійська реактивна артилерійська Невському-Двінська ордена Олександра Невського бригада (Новосисоєвка)
  - 305-та артилерійська Гумбіненська Червонопрапорна бригада (Уссурійськ)
  - 7020-та Харбінська база зберігання та ремонту військової техніки (м Уссурійськ, 16 9П140 «Ураган», 54 152мм 2С5 «Гіацинт-С», 12 100мм МТ-12, 36 9П149 «Штурм-С»)
  - 8-ма зенітно-ракетна Шавлінська ордена Кутузова бригада (Роздольне)
  - 80-та бригада управління (Уссурійськ)
  - 16-та окрема бригада радіаційного, хімічного і біологічного захисту (Лесозаводск)
  - 101-та окрема бригада матеріально-технічного забезпечення (Уссурійськ)
- 29-та загальновійськова армія (Чита, Забайкальський край):
  - 36-та окрема гвардійська мотострілецька Лозівська Червонопрапорна бригада (Борзя)
  - 225-та база зберігання та ремонту військової техніки (Ясна, 29 омсбр)
  - 200-та артилерійська бригада (Гірський)
  - 7018-ма база зберігання та ремонту військової техніки (Дров'яна, 16 9П140 «Ураган», 54 152мм 2А65 «Мста-Б», 12 100мм МТ-12, 36 9П149 «Штурм-С»)
  - 140-ва зенітно-ракетна Борисовская ордена Кутузова бригада (Домна)
  - 101-ша Хінганська бригада управління (Чита)
  - 104-та окрема бригада матеріально-технічного забезпечення (Чита)
- 35-та загальновійськова Червонопрапорна армія (Білогірськ-24, Амурська обл.):
  - 38-ма окрема гвардійська мотострілецька Вітебська ордена Леніна, Червонопрапорна, ордена Суворова бригада (Білогірськ, Амурська обл.)
  - 64-та окрема мотострілецька бригада (Хабаровськ-41)
  - 69-та окрема Свірсько-Померанська Червонопрапорна, ордена Червоної зірки Амурська козача бригада прикриття (Бабстово, Єврейська автономна область)
  - 240-ва база зберігання та ремонту військової техніки (Білогірськ, Амурська обл., 90 омсбр)
  - 243-тя база зберігання та ремонту військової техніки (Хабаровськ, 92 омсбр)
  - 261-ша база зберігання та ремонту військової техніки (Мохова Падь, Амурська обл., 95 омсбр)
  - 107-ма ракетна Мозирська ордена Леніна, Червонопрапорна бригада (Біробіджан)
  - 165-та артилерійська Празька Червонопрапорна, орденів Кутузова та Богдана Хмельницького бригада (Білогірськ-15, Амурська обл.)
  - 7021-ша база зберігання та ремонту військової техніки (Нікольське, Амурська обл., 16 9П140 «Ураган», 54 152мм 2А65 «Мста-Б», 12 100мм МТ-12, 36 9П149 «Штурм-С»)
  - 71-ша зенітно-ракетна бригада (Среднебелое-2, Амурська обл.)
  - 54-та бригада управління (Білогірськ, Амурська обл.)
  - 103-тя окрема бригада матеріально-технічного забезпечення (Білогірськ, Амурська обл.)
  - 37-й інженерно-саперний Виборзький ордена Леніна, Червонопрапорний, ордена Кутузова полк (Березівка, Амурська область)
- 36-та загальновійськова армія (Улан-Уде, Бурятія):
  - 5-та окрема гвардійська танкова Тацинська Червонопрапорна, ордена Суворова бригада (Улан-Уде)
  - 37-ма окрема гвардійська мотострілецька Донська Будапештська Червонопрапорна, ордена Червоної Зірки бригада (Кяхта)
  - 227-ма база зберігання та ремонту військової техніки (ст. Дивизионная, 87 омсбр)
  - 103-тя ракетна Червонопрапорна, орденів Кутузова та Богдана Хмельницького бригада (Улан-Уде-4)
  - 75-та бригада управління (Улан-Уде)
  - 102-га окрема бригада матеріально-технічного забезпечення (Гусиноозерськ-3)
  - 1723-й зенітно-ракетний полк (Джида, Республіка Бурятія)
- 68-й армійський корпус:
  - 18-та кулеметно-артилерійська дивізія (Гарячі Ключі, Курильські острови, Сахалінська обл.)
  - 39-та окрема мотострілецька Червонопрапорна бригада (Южно-Сахалінськ)
  - 230-та база зберігання та ремонту військової техніки (Дачне, Сахалінська обл., 88 омсбр)
- Повітряно-десантні війська:
  - 11-та окрема гвардійська десантно-штурмова бригада (Сосновий Бор, м Улан-Уде)
  - 83-тя окрема десантно-штурмова бригада (Уссурійськ, Приморський край)
- Розвідка:
  - 14-та окрема бригада спеціального призначення (Уссурійськ, Приморський край)
  - 88-ма окрема радіотехнічна бригада особливого призначення (Улан-Уде-40)
  - 92-га окрема радіотехнічна бригада особливого призначення (Старосисоєвка, Приморський край)
  - 7-й окремий радіотехнічний полк особливого призначення (Артем, Приморський край)
- Морська піхота та берегова оборона:
  - 155-та окрема бригада морської піхоти (Владивосток)
  - 40-ва окрема Краснодарському-Харбінська двічі Червонопрапорна бригада морської піхоти (Петропавловськ-Камчатський)
  - 520-та окрема берегова ракетно-артилерійська бригада (Англійка, Камчатський край)
  - 72-й окремий береговий ракетний полк (Смоляниново, Приморський край)
  - 1532-й зенітно-ракетний полк (Петропавловськ-Камчатський)
  - 471-й окремий центр радіоелектронної боротьби (Англійка, Камчатський край)
  - 474-й окремий центр радіоелектронної боротьби (Шкотово, Приморський край)
  - 140-й вузол зв'язку (Владивосток)
  - 42-й морський розвідувальний пункт (о. Російський, Приморський край)
  - 311-й загін спеціального призначення боротьби з протидиверсійних силами і засобами (Петропавловськ-Камчатський)
  - 159-й загін спеціального призначення боротьби з протидиверсійних силами і засобами (Павловськ, Приморський край)

На озброєнні цього угруповання:
- 36 ПУ тактичних і оперативно-тактичних ракет (двадцять чотири «Точка-У», дванадцять «Іскандер»);
- близько 900 танків (близько двохсот Т-72, близько семисот Т-80);
- 1200 БМП-1/2, більше 200 БТР;
- більше 700 САУ, 400 гармат польової артилерії, більше 300 мінометів, понад 400 РСЗВ;
- більше 450 ПТРК;
- більше 300 ЗРК військової ППО («Бук», «Тор», «Оса», «Стріла-10»), більше 40 ЗРПК «Тунгуска», близько 100 ЗСУ-23-4 «Шилка».

### ВПС, армійська авіація та ППО
- 11-та армія ВПС і ППО
- Авіація Тихоокеанського флоту (7060 авіабаза — аеродром Єлізово, 7062-а авіабазана аеродромах — Ніколаєвка, Кневичі (Владивосток), Камєнний Ручей)
- чотири бригади Військ повітряно-космічної оборони

Наземна ППО району Владивостока — Находки (два зенітно-ракетних полки ЗРС С-300П, в одному з яких вже є С-400, а також одна з трьох бригад ЗРК «Бук» сухопутних військ), Хабаровська (один полк С-300П та один полк, колишня бригада, С-300В в ЄАО) і Комсомольська-на-Амурі (один 5-дивізійний полк С-300П) може вважатися умовно задовільною (хоча і на межі). Складніше сказати це про ППО Петропавловська-Камчатського (один двухдивізіонний полк С-300П). А от від Хабаровська до Байкалу має місце гігантська «діра», яку умовно прикривають три бригади ЗРК «Бук» (по одній в Амурській області, Забайкальському краї і Бурятії; остання вважається зенітно-ракетним полком у складі ВПС і ППО, від чого вона не перестала бути бригадою сухопутних військ).
- Приблизно 80 фронтових бомбардувальників Су-24;
- трохи більше 70 штурмовиків Су-25;
- до 100 винищувачів і перехоплювачів (Су-27, МіГ-29, МіГ-31).

Проводиться планова модернізація парку Су-25 до рівня Су-25СМ (3), МіГ-31 до рівня МіГ-31БМ. Всі Су-27 округу пройшли модернізацію до рівня Су-27СМ, а зараз починають надходити нові Су-30СМ (на заміну МіГ-29) і Су-35С (на заміну Су-27СМ).
- ВПС налічує приблизно 70 ударних вертольотів, в тому числі 12 новітніх Ка-52, решта — Мі-24.
- 70 транспортних Мі-26 і Мі-8/17;
- близько 30 морських Ка-27/29/32.

### Тихоокенський флот
До складу Тихоокеанського флоту входять:
- 3 атомних ракетних підводних крейсера стратегічного призначення пр. 667БДР,
- 5 атомних підводних човнів з крилатими ракетами пр. 949А,
- 5 атомних підводних човнів пр. 971,
- 8 дизельних підводних човнів пр. 877,
- 1 ракетний крейсер «Варяг» пр. 1164
- 1 важкий атомний ракетний крейсер «Адмірал Лазарєв» пр. 1144 знаходиться в консервації,
- 1 есмінець пр. 956 (ще 3 в консервації),
- 4 великих протичовнових корабля пр. 1155,
- 8 малих протичовнових кораблів пр. 1124М,
- 4 малих ракетних кораблі пр. 12341,
- 10 ракетних катерів пр. 12411,
- 9 тральщиків,
- 4 великі десантні кораблі (один пр. 1171, два пр. 775, один пр. 775М)[1].